# Notoplana inquieta
Notoplana inquieta är en plattmaskart. Notoplana inquieta ingår i släktet Notoplana och familjen Leptoplanidae. Inga underarter finns listade i Catalogue of Life.